# De Gaulle (pel·lícula)
De Gaulle és una pel·lícula de drama històrica biogràfica francesa del 2020 escrita i dirigida per Gabriel Le Bomin, protagonitzada per Lambert Wilson i Isabelle Carré com a Charles i Yvonne de Gaulle. Ha estat doblada i subtitulada al català central i al valencià.

## Sinopsi
El maig de 1940 França afronta el desastre militar de la invasió alemanya. Mentre que Pétain està disposat a rendir-se i negociar amb Hitler, el general De Gaulle aposta per continuar la lluita. Aquest objectiu posarà en perill la vida de moltes famílies franceses, inclosa la del mateix De Gaulle. La seva dona i els seus tres fills han de fugir de l’avançament alemany.

## Repartiment
- Lambert Wilson com a Charles de Gaulle
- Isabelle Carré com a Yvonne de Gaulle
- Olivier Gourmet com a Paul Reynaud
- Catherine Mouchet com a Marguerite Potel
- Pierre Hancisse com a Geoffroy Chodron de Courcel
- Sophie Quinton com a Suzanne Rerolle
- Gilles Cohen com a Georges Mandel
- Laurent Stocker com as Jean Laurent
- Alain Lenglet com a General Maxime Weygand
- Philippine Leroy-Beaulieu com a Hélène de Portes
- Tim Hudson com a Winston Churchill